# Fritz Irmiger
Fritz Irmiger (* 4. Januar 1867 in Menziken; † 11. Dezember 1926 in Bern) war ein Schweizer Zollbeamter.

## Leben

### Familie
Fritz Irmiger war der Sohn des Fabrikanten Heinrich Irmiger und dessen Ehefrau Elisabeth (geb. Buchser).
Er war mit Marie, Tochter des Fabrikanten Edmund Bebié aus Turgi verheiratet.

### Werdegang
Fritz Irmiger beendete sein Studium der Rechtswissenschaften an der Universität Bern, der Universität Berlin und der Universität München mit einem aargauischen Fürsprechexamen. Er trat daraufhin in die Eidgenössische Zollverwaltung ein und war einige Jahre in Genf als Beamter tätig. Aufgrund seiner beruflichen Fähigkeiten wurde er zum Kanzleisekretär der Oberzolldirektion in Bern gewählt und rückte zum Ersten Sekretär der 2. Abteilung auf.
Er wurde im November 1906 zum Kreiszolldirektor in Schaffhausen ernannt, war darauf von Oktober 1907 bis 1914 Oberzollinspektor in Bern, und ab 1912 Stellvertreter des Oberzolldirektors, bevor er, nach dem Tod von Hermann Suter, 1914 selbst zum Oberzolldirektor ernannt wurde.
Während des Ersten Weltkriegs wies er darauf hin, dass die Armee bei der Schmuggelbekämpfung mitwirken müsse, weil «bei weitem nicht genügend eigene Mannschaften zur Verfügung» stünden. Er versprach sich von einem Zusammenwirken der Militär-, Grenzwacht- und Zollorgane den besten Erfolg, solange die Kompetenzen zwischen den verschiedenen Truppen klar festgelegt und vereinbart würden. Die Forderung, der Zollverwaltung das Recht einzuräumen, Gefängnisstrafen direkt auszusprechen, lehnte er ab und wies darauf hin, dass die Verwaltung nicht Partei und Richter zugleich sein könne. Er verwies auf die bereits bestehende Möglichkeit, die Täter bei «wiederholten Rückfällen und gewerbsmässigem Schmuggel» an die kantonalen Gerichte zu überweisen, wo ihnen sowohl Busse wie Gefängnis drohten. Generalstabschef Theophil Sprecher von Bernegg zeigte sich gegenüber der Zollverwaltung dazu bereit, die Zollbehörden im Kampf gegen den Schmuggel zu unterstützen.
Aus gesundheitlichen Gründen trat Irmiger am 31. Dezember 1919 von seinem Amt zurück, war aber weiter für verschiedene Aufgaben der Zolldirektion tätig, so war er vor allem mit der Vorbereitung des neuen Zollgesetzes von 1925 beschäftigt und arbeitete hierzu eng mit seinem Nachfolger Arnold Gassmann und dem Hochschullehrer für Staats- und Verwaltungsrecht Ernst Blumenstein (1876–1951) zusammen.